# دونالد سيمز
دونالد سيمز (بالإنجليزية: Donald Sims)‏ مواليد 25 أبريل 1987 في جافني، هو لاعب كرة سلة أمريكي. بدأ مسيرته الاحترافية في سنة 2011. يلعب في الدوري البلجيكي لكرة السلة الدرجة الأولى كلاعب هجوم خلفي. يحمل الرقم 5. يبلغ طوله 6 قدم 1 بوصة (1.9 م).

## روابط خارجية
- دونالد سيمز على موقع كرة السلة الأوروبية.كوم (الإنجليزية)
- دونالد سيمز على موقع كلية كرة السلة في سبورتس رفرنس.كوم (الإنجليزية)
- دونالد سيمز على موقع ريلجم (الإنجليزية)
- دونالد سيمز على موقع بروبوليرز (الإنجليزية)
- دونالد سيمز على موقع سبورتس رفرنس (الإنجليزية)